# ギルドホール (ロンドン)
ギルドホール (英: Guildhall) は、イギリス、ロンドンの中心部シティ・オブ・ロンドンのムーアゲート地区にある市庁舎である。この建物は数百年前から庁舎として使用されており、現在でもシティ・オブ・ロンドンの行政の中心地となっている。大ロンドン庁の本部であるシティ・ホールと混同を避けるため、ギルドホールという言葉は、建物全体と大広間の両方を指している。

## 歴史

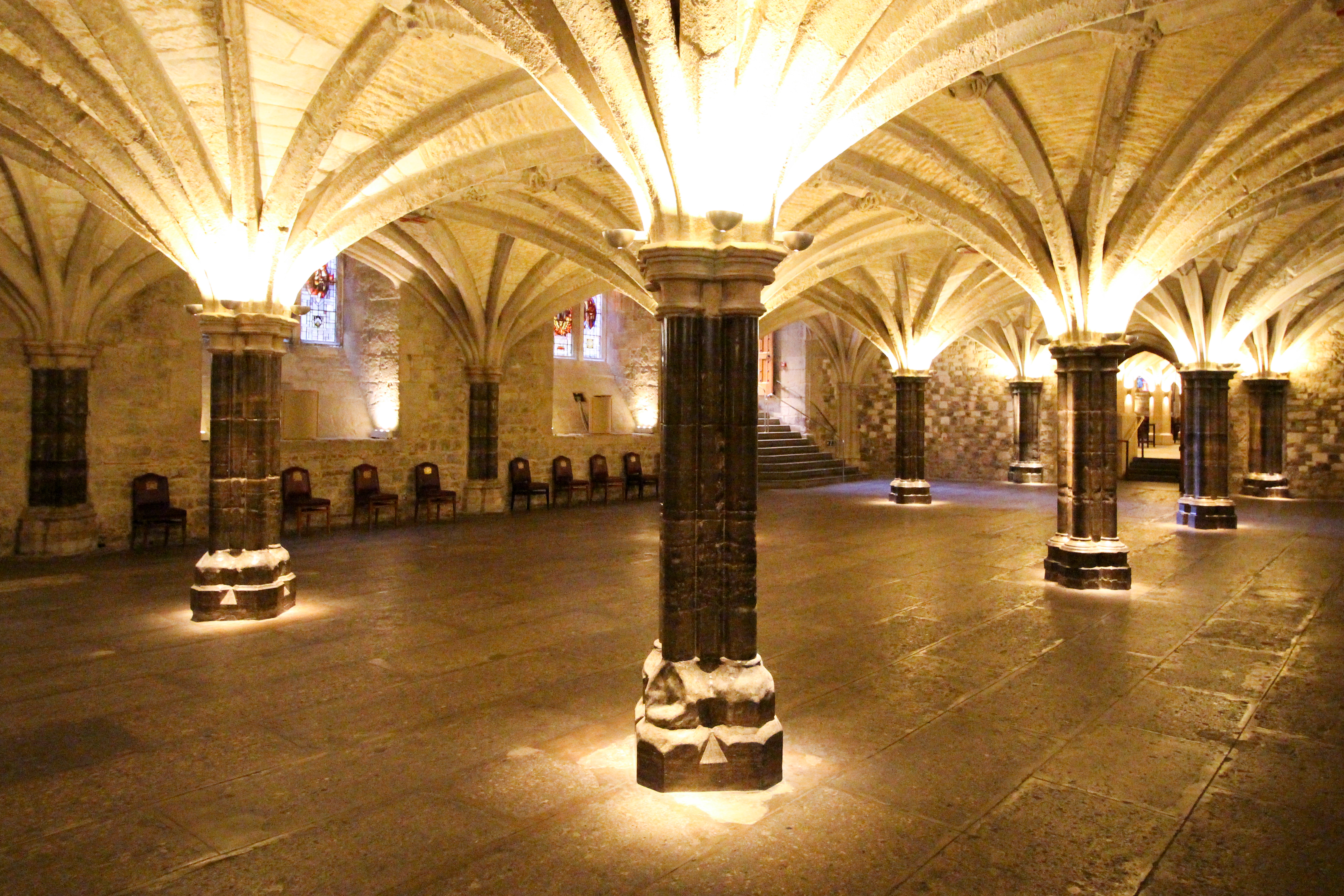
ギルドホールの地下室

### 古代・中世
ローマ時代、ギルドホールが建設された土地にはイギリス最大の円形闘技場があった。闘技場の遺跡は1988年に再発見されており、現在その一部がギルドホール美術館の地下に展示されている。
ギルドホールに関する最初の文献は1128年のものである。伝説では、ブリテンの建国者であるトロイのブルータスがテムズ川の岸に都市を建設し、現在ギルドホールがある場所に宮殿を建てたとされている。
ギルドホールの語源は古英語で支払いを意味するギルドであり、ギルドホールは市民が税金を納める場所であったと考えられている。

### 現在の建物

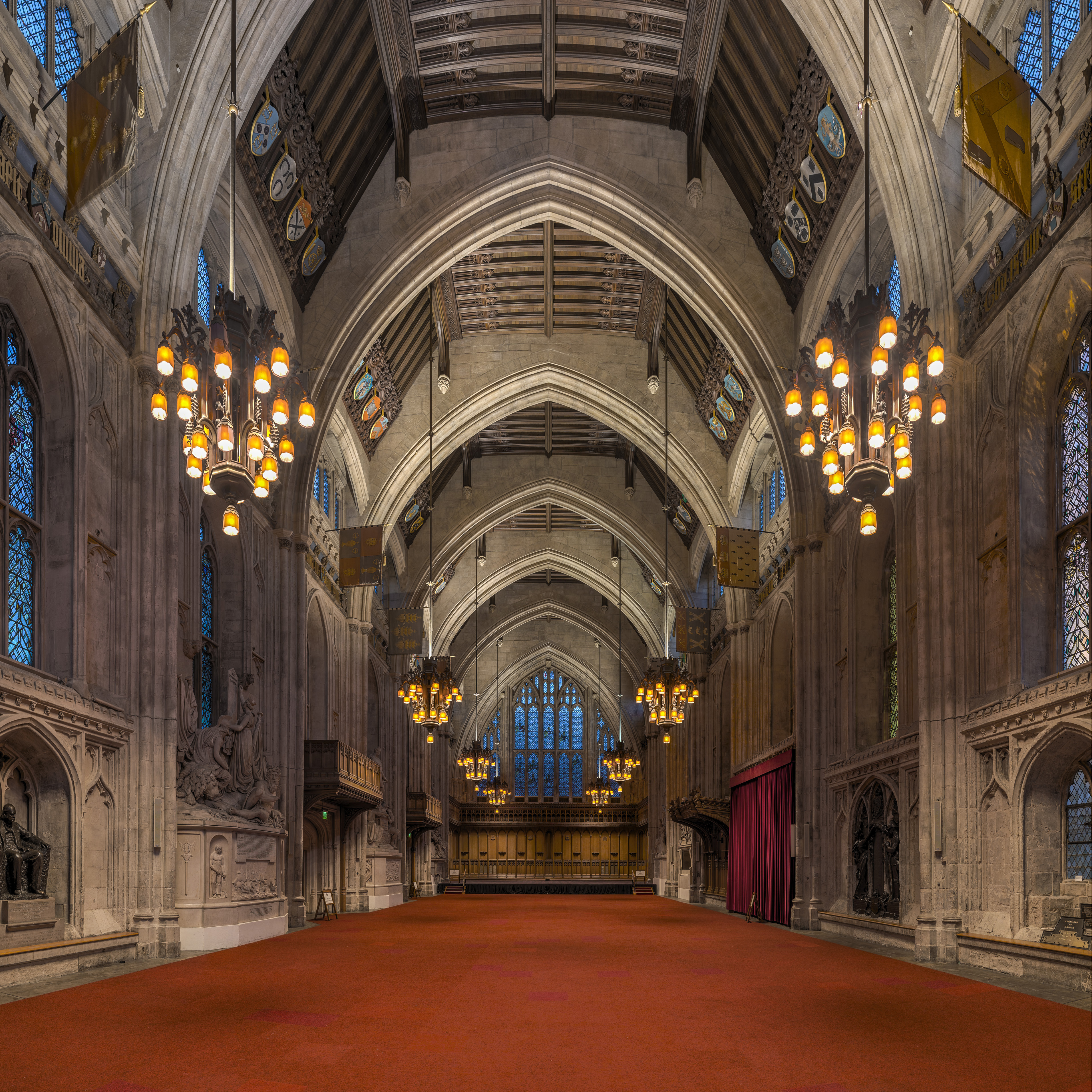
大ホール

現在見られるギルドホールは、そのほとんどが再建された部分で構成されている。オリジナルのギルドホールがいつ建てられたかは不明だが、1411年から1440年頃にかけてギルドホールは改築され、当時のロンドン市長だったトマス・ノールズは、小さなコテージから大きな家に生まれ変わると表現している。1666年のロンドン大火では部分的に被災し、1670年に修復されている。また壮麗なゴシック様式の大玄関は、1788年にジョージ・ダンスによって付け加えられた。1866年にはホレス・ジョーンズによって天井部分を修復されている。1940年12月29日と30日のドイツ空軍による夜間空襲にも曝され被災したが、1954年にジャイルズ・ギルバート・スコットによって修復された。
ギルドホールは、中世ロンドンの市庁舎として、行政や市民の中心であっただけでなく、政治、宗教、社会的なドラマの舞台にもなっていた。例えば、イングランドの宗教改革の指導者であるトマス・クランマーの裁判や、九日間の女王の異名で知られるジェーン・グレイの裁判などがギルドホールで行われている。

## 現在の使用状況

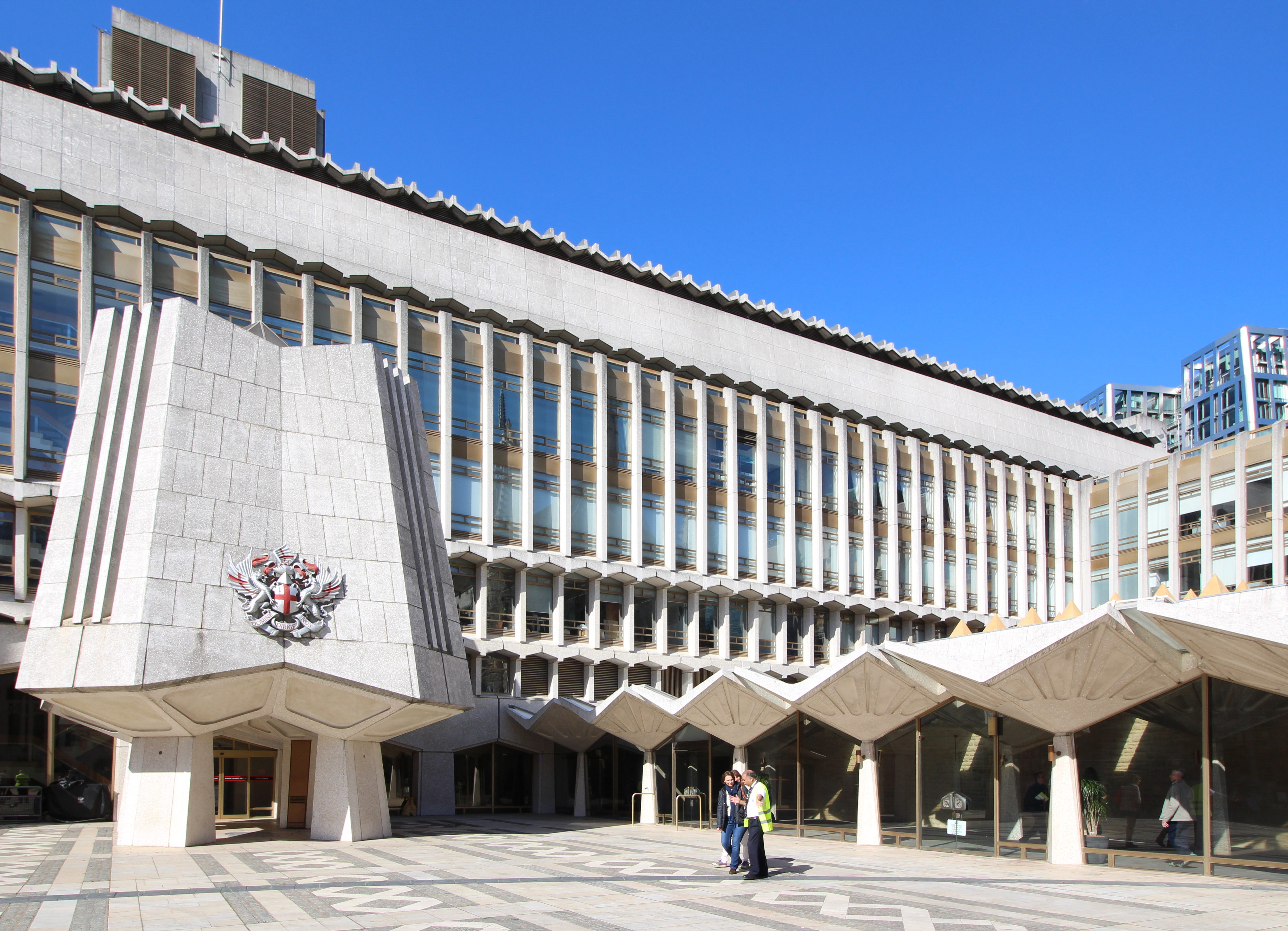
ギルドホール西棟

現在、シティ・オブ・ロンドンの通常業務はギルドホールのすぐ北側にある近代的なビルで行われている。ギルドホール本体と隣接する建物は、現在も公式行事に使用されており、毎年開催されるオープン・ハウス・ロンドンで一般公開される。11世紀以降のロンドンに関する専門的なコレクションを有するギルドホール図書館やロンドンの風景画、ラファエル前派のコレクションが充実しているギルドホール・アート・ギャラリーなどが併設されている。

## ゴグとマゴグ

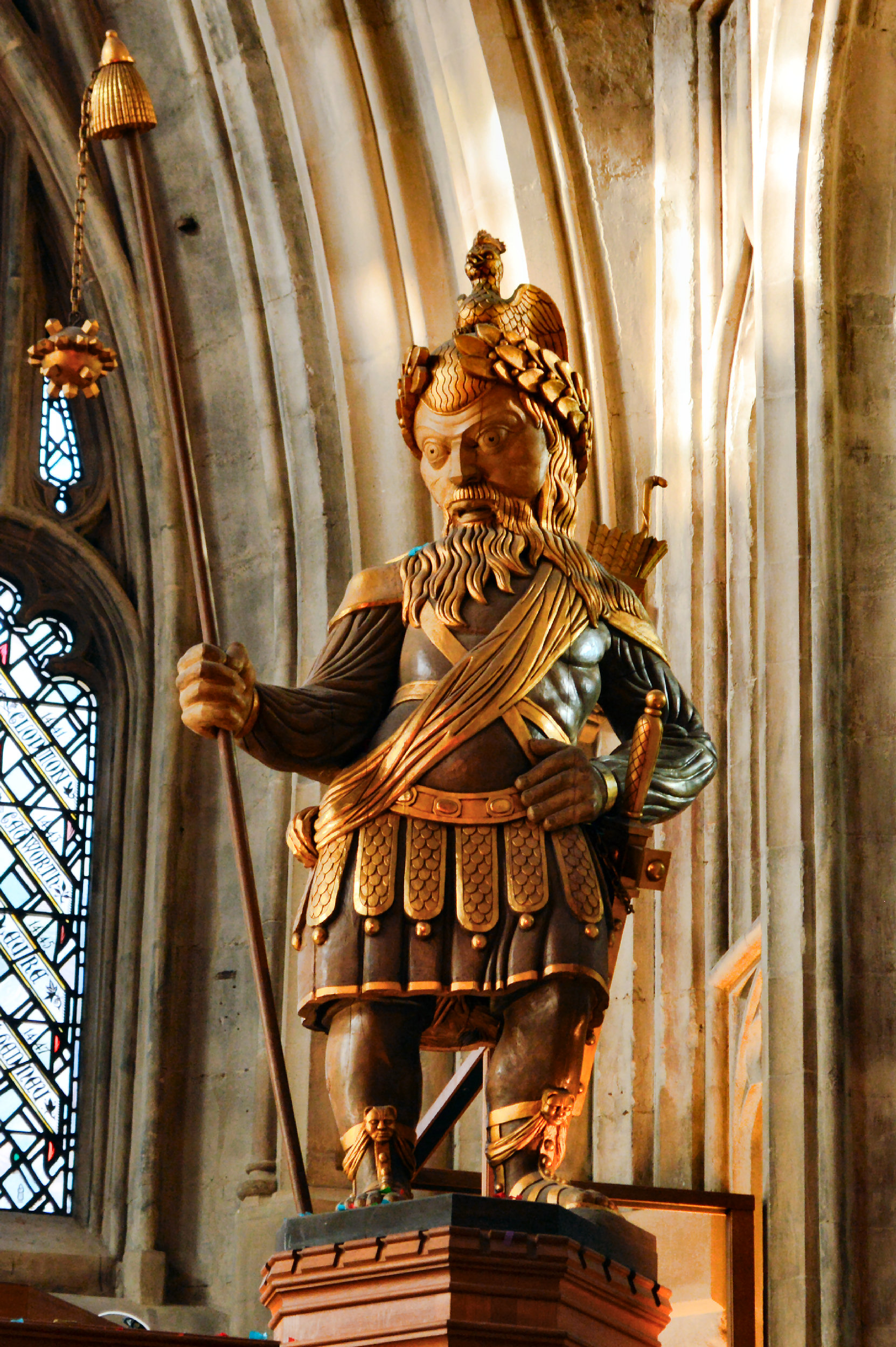
マゴグ像

ギルドホールには、ゴグとマゴグという二人の巨人が伝説がある。伝説によると、この二人の巨人はブルータスに倒され、かつてギルドホールの場所にあった彼の宮殿の門に鎖でつながれていたと伝えれている。初代のゴグとマゴグの彫像は、ロンドン大火の際に焼失し1708年にリチャード・サンダースが彫った大きな木像が、その代わりとなった。2代目の巨人像も1940年のロンドン大空襲で焼失してしまったので1953年にデビッド・エヴァンスによって新しく巨人像にが彫られ、1940年に市長だったジョージ・ウィルキンソンからロンドン市に贈られた。

## イベント
ギルドホールでは年間を通じてさまざまなイベントが開催されるが、その代表的なものが、新市長への祝福と退任する前市長への慰労が行われる新市長主催の就任披露宴である。この晩餐会では伝統的に、首相が施政演説を行う。

## 交通アクセス
| 交通機関       | 駅                       | 路線                                                                           |
| -------------- | ------------------------ | ------------------------------------------------------------------------------ |
| ロンドン地下鉄 | バンク駅・モニュメント駅 | Waterloo & City line · ノーザン線 · Central line · Circle line · District line |
| ロンドン地下鉄 | セント・ポールズ駅       | Central line                                                                   |
| ロンドン地下鉄 | ムーアゲート駅           | Northern line · サークル線 · Metropolitan line · Hammersmith & City line       |